# Scytalopus atratus
A Scytalopus atratus a madarak osztályának verébalakúak (Passeriformes) rendjébe és a fedettcsőrűfélék (Rhinocryptidae) családjába tartozó faj.

## Rendszerezése
A fajt Carl Edward Hellmayr osztrák ornitológus írta le 1922-ben.

## Alfajai
- Scytalopus atratus atratus Hellmayr, 1922
- Scytalopus atratus confusus Zimmer, 1939
- Scytalopus atratus nigricans Phelps & W. H. Phelps Jr, 1953[2]

## Előfordulása
Bolívia, Ecuador, Kolumbia, Peru és Venezuela területén honos. Természetes élőhelyei a szubtrópusi és trópusi síkvidéki és hegyi esőerdők. Állandó, nem vonuló faj.

## Megjelenése
Testhossza 12 centiméter.

## Természetvédelmi helyzete
Az elterjedési területe nem nagy, egyedszáma viszont stabil. A Természetvédelmi Világszövetség Vörös listáján nem fenyegetett fajként szerepel.